# Бьорн Расмусен
Бьорн Расмусен (на датски: Bjørn Rasmussen) е датски драматург, поет и писател на произведения в жанра социална драма и лирика.

## Биография и творчество
Бьорн Расмусен е роден на 10 януари 1983 г. в Балеби, Дания. Следва драматургия в Орхуския университет в Орхус, който завършва през 2007 г. Дебютира като драматург през 2004 г. с аудиопиесата „Комарите маршируват в сладка кръв“, следвани от пиесите „Алрун“ (2006) и „Видяно“ (2008). През 2011 г. завършва творческо писане в Писателската школа в Копенхаген.
Първият му роман „Кожата е еластичната обвивка, обгърнала цялото тяло“ е издаден през 2011 г. Той е история за съзряването за млад мъж, израстващ в провинциална Дания, който среща много по-възрастен инструктор по езда, към когото развива привързаност, която се превръща в романтична и еротична мания. Романът смесва автобиография с измислица, като включва мрачни тинейджърски години, с наркотици и самонараняване, кризи на идентичността, нефункциониращо семейство, първа голяма любов и сексуални копнежи, и опити за справяне с всичко това възможно най-крайно. Романът получава литературната награда „Монтана“, като произведение, което обновява своя жанр или изобразява реалността по изненадващ начин, а през през 2016 г. получава наградата за литература на Европейския съюз.
През 2013 г. е публикуван романът му „Украса“. Той е история за млада актриса с хранително разстройство, която е приета в психиатрично отделение, има любим брат аутист, ексцентричен и болен настойник, и мистериозна приятелка. За романа получава 3-годишна стипендия на Норвежката арт фондация и литературната награда „Борнхолм“.
През 2014 г. с книгата „Асансьорът“ започва издаването на поредицата комикси „9 момичета“ с илюстратора Рике Виладсен. Те представят различни истории за девойки попаднали в трудни житейски ситуации. 
През 2015 г. е издадена стихосбирката му „Минг“, която третира темите за скръбта, психическия срив и загубата на баща му от заболяване от рак, а през 2021 г. е издадена стихосбирката му „Изоставен“ за живота в самота по време на изолация и как личността осъзнава съществуването на собственото си тяло чрез болестта.
Романът „Аз съм сиво-бял“ от 2018 г. е във вселената, вдъхновена от „Туин Пийкс“, халюцинираща и ужасяваща по темите за психичните заболявания, половата идентичност, бащинството и първородния грях.

## Произведения
Самостоятелни романи
- Huden er det elastiske hylster der omgiver hele legemet (2011) – награда „Монтана“, награда за литература на Европейския съюз[1][2]
Кожата е еластичната обвивка, обгърнала цялото тяло, изд.: ИК „Персей“, София (2019), прев. Неда Димова-Бренстрьом
- Pynt (2013)
Украса, изд.: ИК „Персей“, София (2022), прев. Росица Цветанова
- Jeg er gråhvid (2018)[3]

### Пиеси
- Myg marcherer i sødt blod (2004)[1]
- Alrune (2006)
- Seest (2008)

### Поредица „9 момичета“ (9 piger) – комикси с илюстратора Рике Виладсен
1. Liftet (2014)[1]
2. Hesten (2015)[3]
3. Familien (2016)

### Поезия
- Ming (2015)[1][5]
- Forgabt (2021)[3]